# Yeniches
Los yeniches, ieniches o viajantes alemanes (en alemán: Jenischen, en francés: Yéniches) son un pueblo seminómada europeo de origen incierto que constituye la tercera mayor etnia migratoria del continente. Se desconoce su número exacto, pero debe rondar los 300.000, se han establecido principalmente en Europa Central, sobre todo en Alemania, y más minoritariamente en Bélgica, Austria, Países Bajos, Suiza y partes de Francia, solo Suiza los reconoce como minoría nacional. Gran parte de ellos ya llevan una vida sedentaria, son mayoritariamente católicos y algunos conservan el idioma yeniche, una lengua mixta con restos de lenguas germánicas como el yidis, de romaní, rotwelsch, etc. 

Bandera yeniche (no oficial).

## Origen
El caso de los yeniches ilustra la dificultad de encontrar el origen de poblaciones nómadas. Se cree que habría registros que indicarían su presencia en Suiza en el siglo XV. Muchos yeniches se autoclasifican como celtas , hay quien los relaciona con poblaciones de judíos mercantes itinerantes u otras que se irían desperdigando a raíz de la guerra de los Treinta Años u otras posteriores.

## Yeniches famosos
- Stephan Eicher : cantante suizo de padre yeniche.
- Antoine Griezmann : futbolista internacional francés, campeón del mundo en 2018.
- Frans Bauer : cantante neerlandés.
- Johnny Leoni : futbolista suizo.
- Fränzli Waser : músico suizo
- HölzerLips : [aclaración requerida] yeniche-alemán que ha grabado canciones en lengua yeniche en 1978.
- Julien Lorcy: campeón del mundo de boxeo de la WBA, originario del norte de Francia
- François Remetter : futbolista francés